# Полесково
Полесково — деревня в Муромском районе Владимирской области России, входит в состав Борисоглебского сельского поселения.

## География
Деревня расположена близ поймы реки Оки в 39 км на северо-восток от центра поселения села Борисоглеб и в 61 км на северо-восток от райцентра города Муром.

## История
В окладных книгах Рязанской епархии 1678 года деревня Полевская входила в состав Ростригинского прихода, в ней было 9 дворов крестьянских. 
В конце XIX — начале XX века деревня входила в состав Фоминской волости Гороховецкого уезда, с 1926 года — в составе Муромского уезда. В 1859 году в деревне числилось 33 двора, в 1905 году в деревне числилось 77 дворов, в 1926 году — 106 дворов.
С 1929 года деревня являлась центром Полесковского сельсовета Фоминского района Горьковского края, с 1940 года — в составе Захаровского сельсовета, с 1944 года — в составе Владимирской области, с 1954 года — в составе Красноборского сельсовета, с 1959 года — в составе Муромского района, с 1977 года — в составе Польцовского сельсовета, с 2005 года — в составе Борисоглебского сельского поселения. 

## Население
| 1859 | 1905 | 1926 | 2002 | 2010 | 2021 |
| ---- | ---- | ---- | ---- | ---- | ---- |
| 263  | ↗434 | ↗474 | ↘10  | →10  | ↘1   |